# Klorpromazin
Klorpromazín je najstarejši nevroleptik iz skupine fenotiazinov za zdravljenje psihoz. Spada med t. i. klasične (tipične) antipsihotike ter deluje kot dopaminski antagonist, izkazuje pa tudi antiadrenergično, antiserotonergično, antiholinergično in antihistaminsko delovanje. Vsi ti učinki so pomembni pri zdravljenju shizofrenije.

## Zgodovina
Klorpromazin so prvič sintetizirali 11. decembra 1950 ter je bil prvo zdravilo s specifičnim delovanjem proti psihozam. V nadaljnjem razvoju je predstavljal prototip za odkrivanje novih fenotiazinskih učinkovin. Klinično se je začel uporabljati v 50-ih letih dvajsetega stoletja in je pomenil revolucijo v zdravljenju hudih duševnih bolezni, zlasti shizofrenije. Kmalu se je navdušenje nekoliko poleglo, saj so ugotovili, da zdravilo ne pomaga vsem bolnikom, izkazuje pa tudi številne neželene učinke.

## Uporaba
Klorpromazin se je uporabljal za zdravljenje akutnih in kroničnih psihoz, vključno s shizofrenijo in maničnimi epizodami bipolarne motnje ter z amfetamini sproženimi psihozami.
Uporabljal se tudi pri zdravljenju porfirije in kot del režima zdravljenja tetanusa. Še vedno se uporablja za kratkotrajno blaženje hude tesnobnosti in psihotične agresije. Druge indikacije uporabe so še hudo, dolgo časa trajajoče kolcanje, hude oblike slabosti in bruhanja ter priprava na anestezijo. V nizkih odmerkih se je izkazal kot učinkovit tudi pri zdravljenju delirija pri bolnikih, hospitaliziranih z aidsom.
Nenamensko se občasno uporablja tudi za zdravljenje hude migrene. V nizkih odmerkih se, običajno v okviru paliativne oskrbe, uporablja za lajšanje slabosti, povzročene z opioidi ter za ojačanje in podaljšanje protibolečinskega učinka opioidov.
Izkazal je tudi učinkovitost pri okužbi s praživaljo Naegleria fowleri, ki povzroča meningoencefalitis.

## Neželeni učinki
Klorpromazin kot nizkopotentni antipsihotik izkazuje več antiholinergičnih učinkov (suha usta, sedacija, zaprtje ...) ter manj ekstrapiramidalnih neželenih učinkov (parkinsonizmu podobni simptomi, distonija (mišična krčenja), akatizija (občutek mišične napetosti) ...) v primerjavi z visokopotentnimi antipsihotiki, kot je haloperidol. Med drugim povzroča tudi kožni izpuščaj, ortostatsko hipotenzijo, povišanje ravni prolaktina ter posledično izostanek menstuacije (amenoreja) ali spontano odtekanje mleka iz dojk pri ženskah (galaktoreja).

## Farmakokinetika
Absorpcija iz prebavil je zelo odvisna od pH v črevesju; antacidi in H2-antagonisti jo pomembno zmanjšajo. Zanj je
značilen izrazit učinek prvega prehoda (presnova v jetrih še reden doseže sistemski krvni obtok). Največjo koncentracijo v plazmi doseže po 2 do 4 urah, učinek traja od 4 do 6 ur.